# Ернст фон Шух
Ернст Готтфрід фон Шух (нім. Ernest Gottfried Schuch; 23 листопада 1846, Ґрац, Австрійська імперія — 10 травня 1914, Радебойль, Німецька імперія) — відомий австрійський диригент. Диригував прем'єрами близько 50 опер. Учень Е. Штольца та Отто Дессофа.

## Біографія
Ернст фон Шух народився 23 листопада 1846 року в австрійському місті Грац. В ньому ж вивчав юриспруденцію, але інтерес до музики все-таки переважив. Очолював музичне товариство в Граці.
З 1867 року по 1871-й Шух був капельмейстером в музичному театрі в Вроцлаві. Після цього служив в Вюрцбурзі, Граці і Базелі (1871). У 1872 році працював диригентом італійської опери Полліні в Дрездені.
Велика частина творчої діяльності Шуха пов'язана з Дрезденською придворною оперою, в якій він пропрацював з 1873 року по 1913 рік. У 1873 році Шуха призначили придворним капельмейстером. З 1879 року він обіймав посаду першого капельмейстера, а з 1882 року став керівником театру. З 1889 року був генеральним музичним директором.
Саме з його ім'ям пов'язаний розквіт Дрезденської придворної опери. Спочатку він диригував тільки італійськими операми. Пізніше став одним з видатних виконавців творів Вагнера. Величезне значення для театру мало співробітництво Шуха зі Штраусом, який доручив Шухові і його колективу перше виконання кількох своїх опер.
У 1899 році диригував на концертах Імператорського російського музичного товариства в столиці Російської імперії місті Санкт-Петербурзі. З 1900 року почав гастрольну діяльність. Шух виступав в театрах Росії, Італії, Австрії, США та в театрах інших країн.
Е. Шух продиригував чимало оперних прем'єр. Серед них можна виділити такі опери: Саломея (1905), Електра (1909), Кавалер троянди (1911) Штрауса.
В кінці XIX — початку XX сторіччя Ернст фон Шух вважався одним з найбільших пропагандистів російської музики в Німеччині.

## Сім'я
Дружина (з 1875 року) — оперна співачка Клементина Прошка. Троє дітей музичної пари також стали музикантами: найбільшої популярності досягла співачка Лізль фон Шух, її сестра Кеті фон Шух (Шмідт; 1885—1973) також стала співачкою, а їх брат Ганс фон Шух (1886—1963) — віолончелістом і музичним педагогом. Його дочка Клементина фон Шух також була оперною співачкою.

## Нагороди
- Орден Святого Михайла 2 класу із зіркою (Баварське королівство, 1896)
- Орден Цивільних заслуг Баварської корони, великий командор (Баварія, 1912)
- Орден Церінгенського лева, командор 1-го класу (Велике герцогство Баденське, 1908)
- Орден Фрідріха, командор 1-го класу (Вюртемберзьке королівство, 1906)
- Орден Фрідріха, командор 2-го класу (Вюртемберг, 1896)
- Орден дому Ліппе 3-го класу (Ліппе-Детмольд, Шаумбург-Ліппське князівство, 1876)
- Орден Червоного орла 2-го класу (Пруссія, 1912)
- Орден Червоного орла 4-го класу (Пруссія, 1882)
- Орден Корони 2-го класу (Пруссія, 1903)
- Орден дому Саксен-Ернестіне, командор 1-го класу (Саксен-Альтенбург, Саксен-Кобург-Гота, Саксен-Мейнінген, 1893)
- Орден Саксен-Ернестінского будинку, лицар 1-го класу (Саксен-Альтенбург, Саксен-Кобург-Гота, Саксен-Мейнінген, 1884)
- Орден Білого орла, командор із зіркою (Велике герцогство Саксен-Веймар-Айзенаське)[10]
- Орден Заслуг, командор 1-го класу (Саксонське королівство, 1912)
- Орден Альбрехта, командор 2-го класу (Саксонія, 1891)
- Орден Альбрехта, лицар 1-го класу (Саксонія, 1878)
- Золота медаль «Virtuti et ingenio» (Саксонія, 1902)
- Срібна медаль королеви[de] Кароли Шведської (Саксонія, 1899)
- Дрезденська золота медаль «За заслуги» (Саксонія, 1898)
- Пам'ятна монета до 350-річчя Королівської саксонської музичної капели (Саксонія, 1899)
- Орден Залізної корони 3-го класу (Австро-Угорщина, 1886)
- Орден Франца Йосифа, командор із зіркою (Австро-Угорщина, 1906)
- Орден Франца Йосифа, лицар (Австро-Угорщина, 1906)
- Орден Ізабелли Католицької, командор 1-го класу (Іспанія, 1908 або 1909)
- Орден Святої Анни 2-го ступеня (Росія, 1890)
- Орден Корони Румунії, офіцер (Румунія, 1881)
- Орден Святого Григорія Великого, командор (Святий Престол, 1898)
- Орден Таковського хреста 2-го ступеня (Королівство Сербія)
- Орден Білого слона, командор (Сіам, 1897)
- Орден Вази, кавалер (Швеція, 1875)